# تشارلز ويلسون (ملحن)
تشارلز ويلسون (بالإنجليزية: Charles Wilson)‏ (و. 1931  م) هو موزع (موسيقى)، وقائد جوقة، وملحن كندي، ولد في تورونتو.

## التعليم
تعلم في جامعة تورنتو.